# Pray the Devil Back to Hell
Pour plus de détails, voir Fiche technique et Distribution.
Pray the Devil Back to Hell en français : « Priez pour que le diable retourne en enfer » est un documentaire américain, réalisé par Gini Reticker (en) et produit par Abigail Disney. 
Le documentaire est présenté en avant-première lors du Festival du film de Tribeca en 2008 et gagne le prix du meilleur documentaire. 
Il présente un mouvement de paix appelé Women of Liberia Mass Action for Peace, organisé par l'assistante sociale Leymah Gbowee, le mouvement commence par des prières et des chants dans un magasin de poissons. 
Leymah Gbowee réunit les femmes chrétiennes et musulmanes de Monrovia, au Liberia, pour prier pour la paix et organiser des manifestations non violentes. Vêtues de blanc pour symboliser la paix, et se comptant par milliers, les femmes sont devenues une force politique contre la violence et contre leur gouvernement.